# Didenheim
Didenheim je občina v departmaju Haut-Rhin francoske regije Alzacija.
Leta 1990 je v občini živelo 1 771 oseb oz. 399 oseb/km².